# Верденская резня
Верде́нская резня́ (782 год, современный Фе́рден) — массовая казнь саксов, восставших против насильственного обращения в христианство, по приказу короля франков Карла Великого. Один из эпизодов Саксонских войн.

## Верденская казнь
По сообщению «Анналов королевства франков» — основного исторического источника, описывающего произошедшие события, после начала в 782 году нового антифранкского восстания в Саксонии, возглавленного герцогом Видукиндом, и последовавшего за этим тяжёлого поражения франков в сражении при Зюнтеле, Карл Великий с новым войском вторгся в земли саксов. Опустошая всё на своём пути, он дошёл до реки Везер, где, под угрозой полного истребления, потребовал от саксонской знати выдать ему наиболее активных участников мятежа. Не имея возможности оказать сопротивление, саксонские этелинги привели в лагерь правителя Франкского государства 4500 человек, которые по приказу Карла Великого были обезглавлены. Получив клятвы верности от саксонской знати, король франков ушёл с войском из Саксонии в Тьонвиль.
Несмотря на эту меру устрашения, восстание саксов не прекратилось. В ответ на продолжение мятежа, позднее в этом же году Карлом был обнародован Первый Саксонский капитулярий, а победы франков в 783 году в сражениях при Детмольде и на Хазе и новое разорение Саксонии в 784—785 годах заставили герцога Видукинда подчиниться Карлу Великому и принять крещение, что положило конец этому восстанию саксов.

## Интерпретация событий
Начиная с 1930-х годов в Германии историками предпринимались попытки интерпретировать события в Вердене в благоприятном для репутации Карла Великого свете. В том числе, ими высказывалось мнение, что исторические источники, описывавшие массовую казнь саксов, были неправильно истолкованы средневековыми переписчиками анналов: вместо стоявшего в протографе слова «переселены» (лат. delocabat) в хроники было ошибочно внесено созвучное слово «обезглавлены» (лат. decollabat). Компромиссным между сообщениями анналов и этой версией является предположение, что в Вердене была казнена лишь небольшая группа восставших, а большинство саксов были переселены во внутренние районы Франкского государства. Последнее мнение поддерживается и некоторыми современными историками.

## Мемориал в Вердене
В 1935 году по приказу Генриха Гиммлера в Вердене (Фердене) был построен мемориал в память жертв Верденской резни. Он представляет собой комплекс из 4500 стоящих вертикально необработанных камней и считается одним из последних псевдоархеологических строений на территории Западной Европы.